# Gymnasium an der Stadtmauer
Das Gymnasium an der Stadtmauer ist eine weiterführende Schule in Bad Kreuznach. Das Stama (Kreuznacher Kurzform), an dem man im altsprachlichen Zweig Latein und Griechisch lernen kann, bietet daneben auch einen naturwissenschaftlichen Schwerpunkt an.
Das Schulgelände ist durch die Reste der mittelalterlichen Stadtbefestigung geprägt. Eine weitere Sehenswürdigkeit ist der im Kranz des Schulgebäudes befindliche gotische Chor der ehemaligen St.-Wolfgangs-Kirche. An der Nordseite der Schule liegt der Kronenbergerhof, welcher bis 1598 im Besitz der Beyer von Bellenhofen, dann derer von Cronberg war. Nach 1783 diente er als Disibodenberger Kellerei. Seit 1819 gehört das Anwesen zum Gymnasium.

## Geschichte

### Lateinschule Kreuznach
Eine Lateinschule in Kreuznach bestand seit etwa dem 14. Jahrhundert. Studenten aus Kreuznach sind seit dem Jahre 1304 (Bologna) in Universitätsmatrikeln belegt, besonders in Heidelberg und im mainzischen Erfurt. Die Mainzer Matrikel ist nicht erhalten. 1507 wurde Magister Johann Georg Faust (* um 1466/80; † um 1541) durch den Amtmann Franz von Sickingen (1481–1523) als Rektor installiert. Faust soll sich nach dem Bericht des Sponheimer Abtes Johannes Trithemius (1462–1516) einer Bestrafung wegen „Unzucht mit Knaben“ durch Flucht aus Kreuznach entzogen haben.

### Reformiertes Gymnasium und Lateinschule der Karmeliten
Nach Einführung der Reformation wurde 1567 in dem eingezogenen Klostergebäude der Karmeliten, dem sogenannten „Schwarz-Kloster“, an St. Nikolaus von Kurfürst Friedrich III. von der Pfalz (1559–1576) und Markgraf Philipp II. von Baden (1559–1588) ein reformiertes Gymnasium („Pädagogium“) für die Vordere Grafschaft Sponheim errichtet.
Nach der Eroberung Kreuznachs 1620 durch spanische Truppen wechselte das Gebäude mehrfach den Besitzer. 1661 erhielten die Karmeliten das Klostergebäude zurück. Bis zur französischen Besetzung bzw. zur Angliederung an Frankreich im Frieden von Lunéville bestanden eine katholische und eine reformierte Schule nebeneinander.
Nach Einziehung der Schulgüter durch den französischen Staat stellen beide Schulen um 1799 den Lehrbetrieb ein.

### Staatliches Gymnasium
Die Gründung des engeren Vorgängerinstitutes des Gymnasiums an der Stadtmauer erfolgte 1807 als Collège de Creuznach. 1811 wurde die Schule als Städtisches Gemeindecollegium in das ehemalige Franziskaner-Kloster St. Wolfgang an der Stadtmauer verlegt. Direktor war bis 1815 der reformierte Pfarrer Johann Wilhelm Weinmann (1774–1854), von 1815 bis 1819 Johann August Klein (1778–1831). 1819 wurde die Schule als Königlich-Preußisches Gymnasium und Realgymnasium weitergeführt. Obwohl sich die Mehrheit der Berliner Räte für die Aufhebung des Kreuznacher Gymnasiums aussprachen, intervenierte der zufällig in der Sitzung anwesende Kronprinz Friedrich Wilhelm zugunsten der Schule, als er hörte, dass Johann Heinrich von Carmer (1720–1801) an ihrem Vorgängerinstitut ausgebildet worden war.
Am 2. November 1819 nahm die neu organisierte Anstalt unter Direktor (bis 1833) Gerd Eilers mit 5 Oberlehrern (August Bercht, Abraham Voß, Peter Petersen, Johann Konrad Nänny, James Alexander Hepburn von Bothwell) und 2 „Gehülfslehrern“ (Ludwig Presber, Georg Konrad Pfarrius) und 100 Schülern ihren Betrieb auf. Eine dritte Hilfslehrerstelle blieb zunächst unbesetzt.
Der erste Lehrplan sah in jeder der 5 Klassen 32 Wochenstunden vor:
- Quinta (5. Klasse): Deutsch (8), Latein (6), Propädeutikum Mathematik (8), Geographie und Naturgeschichte (4), Schönschreiben (6)
- Quarta (4. Klasse): Deutsch (6), Latein (10), Mathematik (6), Geographie und Naturgeschichte (6), Schönschreiben (4)
- Tertia (3. Klasse): Deutsch (4), Latein (10), Griechisch (8), Geschichte (4), Mathematik (4), Geographie (2)
- Secunda (2. Klasse): Deutsch (4), Latein (10), Griechisch (10), Geschichte (4), Mathematik (4), Geographie (2)
- Prima (1. Klasse): Deutsch (4), Latein (12), Griechisch (12), Geschichte (4), Mathematik (4)

1821 fand das erste Abitur-Examen statt. Später kam die Klasse der Sexta hinzu; Tertia, Secunda und Prima wurden in der Regel als zweijährige Kurse durchgeführt. Aufgrund einer Denunziation des Ingenieurs von Bothwell gegen das Betragen der Lehrer und die Disziplin auf dem Gymnasium zu Kreuznach wurde 1821–1824 eine Untersuchung gegen Direktor Eilers durchgeführt. Im Frühjahr 1821 inspizierte eine Kommission bestehend aus dem Justiziar Oberregierungsrat Friedrich August John aus Koblenz, Professor Johann Christian Wilhelm Augusti, dem Bonner Mathematik-Professor Wilhelm Adolf Diesterweg und Oberlehrer Georg Simon Ohm den Mathematikunterricht der Anstalt. In der Folge wurde der Lehrer Ferdinand Kopisch († vor 1848) durch Martin Gottlieb Grabow (1793–1872) ersetzt.
Ein Teil der ehemaligen Schulgüter war vor den französischen Behörden verheimlicht worden und wurde 1819 bzw. 1828/29 von Friedrich Wilhelm III. (1770–1840) einem „Kreuznacher Kreis-Schulfonds“ zugeschlagen. 1828 war die Schule eines von nur 17 anerkannten Gymnasien in der Rheinprovinz, deren Reifezeugnis Zugang zum Universitätsstudium ermöglichte. Deswegen wurden die oberen Klassen auch von vielen auswärtigen Schülern besucht.

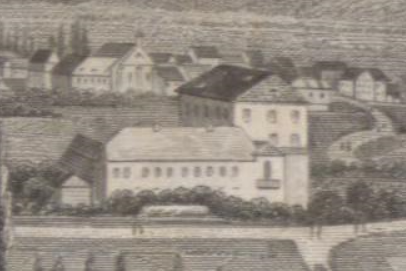
Kreuznacher Gymnasium im ehemaligen Franziskanerkloster hinter dem Oranienhof; Carl Schlickum, Henry Winkles: Kreuznach (Ausschnitt), vor 1838

Nachfolger Eilerts als Direktor wurde 1834 der Literaturhistoriker Karl Hoffmeister (1796–1844), der 1840 aus Krankheitsgründen beurlaubt und 1841 Direktor des Friedrich-Wilhelm-Gymnasiums in Köln wurde. Moritz Axt (1801–1863) amtierte von 1842 bis 1863 als Direktor.
Während seines Aufenthaltes in Kreuznach 1843 benutzte Karl Marx (1818–1883) die Gymnasialbibliothek. Sie war bis zu dessen Abriss 1885 in einem Seitenflügel, dem „alten Hospital“, untergebracht.
Nach dem Tod von Axt übernahm Oberlehrer Martin Gottlieb Grabow (1793–1872) kommissarisch die Leitung bis zum Amtsantritt 1864 von Gustav Wulfert († 1883). Wulfert folgte Wilhelm Adolf Hollenberg (1824–1899), der das Amt bis zu seiner Emeritierung 1890 versah. Seine Nachfolger wurden von 1890 bis 1918 Otto Lutsch (* 1851 † 1925) und von 1918 bis 1937 sowie von 1940 bis 1948 Karl Post (* 1875), 1937 bis 1940 amtierte Martin Vaillant (1888–1952) als Direktor.
1885 (Nordflügel), 1900/02 (neue Turnhalle, Umbau des alten Turnsaals zu einer Aula) und 1912 (Westtrakt) wurden Erweiterungsbauten erstellt.
Am 19. Mai 1933 fanden auf Anweisung des Oberpräsidenten der Rheinprovinz Hermann Freiherr von Lüninck auf den Schulhöfen des Kreuznacher Gymnasiums und des Städtischen Lyzeums mit Frauenoberschule (heute Lina-Hilger-Gymnasium) Bücherverbrennungen durch die Hitlerjugend statt. 1937 wurde das Gymnasium in Hindenburg-Schule, Staatliche Oberschule für Jungen umbenannt.
Am 2. Januar 1945 wurden große Teile der Schulgebäude bei einem Bombenangriff zerstört, der Unterricht fand danach in der Höheren Weinbauschule und der Rosengartenschule (heute: Städtische Kindertagesstätte Ilse Staab) statt. Nach dem Krieg wurde das Gymnasium wieder aufgebaut; die alte Turnhalle wurde 1970 abgerissen.
1974 wurde am Gymnasiums an der Stadtmauer die Mainzer Studienstufe eingerichtet.

### Franziskaner-Kloster
Die päpstliche Genehmigung zur Errichtung des Franziskaner-Kloster St. Wolfgang in Kreuznach wurde 1472 erteilt; 1484 konnte das Klostergebäude bezogen werden.
1559/68 wurde das Kloster aufgehoben und das Gebäude in ein Bürgerhospital umgewandelt. 1623 wurde das Klostergebäude nach der spanischen Eroberung wieder von den Franziskanern übernommen mit einer Unterbrechung von 1632 bis 1635/36 in der Zeit der schwedischen Besetzung. In den 1650er Jahren scheiterte ein Versuch der Franziskaner, in der überwiegend reformierten Stadt Kreuznach eine katholische Schule zu gründen.
Während des Pfälzischen Erbfolgekrieges wurden Kloster und Kirche (bis auf den Chorraum) 1689 zerstört. 1715–1718 erfolgte der Wiederaufbau.
Nachdem das Franziskaner-Kloster 1802 endgültig aufgehoben war, wurden die Gebäude zunächst als Militärhospital und Gefangenenlager benutzt, bis sie ab 1811 von der Schule genutzt wurden.

## Bedeutende Schüler und Absolventen
- Gustav Pfarrius (1800–1884) aus Heddesheim, Dichter, Lehrer und Professor
- Johann Philipp Kaufmann (1802–1846), Reifeprüfung um 1821, Jurist, Schriftsteller und Übersetzer u. a. von William Shakespeare[22] und Robert Burns,[23] Erzieher der Kinder von Franz Liszt, Sohn des Kaufmanns und Schriftstellers Johann Heinrich Kaufmann (1772–1843) und Neffe des Kreuznacher Verlegers Ludwig Christian Kehr (1775–1848). Sein Volkslied Wie kann ich froh und lustig sein wurde 1836 von Felix Mendelssohn Bartholdy als Duett vertont,[24] ab 1844 in Paris, wurde erschossen im Louvre aufgefunden
- Heinrich Eberts (1806–1876), Abitur 1821, 1862 bis 1876 Generalsuperintendent der Kirchenprovinz Rheinland
- Friedrich Lorentz (1803–1861), Abitur Ostern 1823, Historiker in St. Petersburg („Friedrich Lorentz Karlowitsch“) und Bonn, Förderer von Heinrich Schliemann
- Theodor Engelmann (1808–1889) aus Winnweiler, wechselte auf das Koblenzer Gymnasium, deutschamerikanischer Rechtsanwalt, floh nach seiner Beteiligung am Hambacher Fest und am Frankfurter Wachensturm nach Amerika, Journalist, Autor und Zeitungsverleger
- Karl August Mayer (1808–1894) aus Eisenberg, Abitur Ostern 1827, Gymnasiallehrer und Schriftsteller
- Ferdinand Wiesbaden (1809–1876) aus Kreuznach, Abitur Ostern 1828, 1833 Dr. med. in Bonn, praktizierte 41 Jahre als Badearzt, zahlreiche Veröffentlichungen zu den Kreuznacher Heilquellen,[25] Träger des Ritterkreuzes des Orden de Isabel la Católica, gestorben in Frankfurt am Main
- Peter Franz Reichensperger (1810–1892) aus Koblenz bzw. Boppard, Abitur Ostern 1829, preußischer Politiker, 1869/70 Mitbegründer der Deutschen Zentrumspartei
- Eduard Michael Schneegans (1810–1865), Abitur Ostern 1828, 1834 bis 1840 Pfarrer in Bretzenheim, 1840 bis 1853 Pfarrer und Rektor in Altenkirchen (Westerwald), Verfasser von Historisch-topographische Beschreibung Kreuznachs und seiner Umgebungen (1839)
- Maximilian Josef Ludwig von Gagern (1810–1889) aus Weilburg, wechselte auf Gymnasien in Mannheim und Weilburg, nassauischer Diplomat, 1848 liberaler Abgeordneter der Frankfurter Nationalversammlung, Unterstaatssekretär im Reichsministerium des Auswärtigen
- Heinrich Roth (1815–1885) aus Langenschwalbach, Abitur um 1833/34, Mediziner in Bad Weilbach und Wiesbaden[26]
- Wilhelm Friedrich Carl Stricker (1816–1891) aus Frankfurt am Main, Abitur um 1835, Arzt, Historiker und Publizist
- Philipp Jakob Heep (1816–1899), Abitur Ostern 1837, Pfarrer und provinzialrömischer Archäologe
- Peter Engelmann (1823–1874) aus Argenthal, Abitur Herbst 1842, emigrierte als Demokrat 1849 nach Amerika, Gründer der German-English Academy, heute: University School of Milwaukee
- Franz Weinkauff (1823–1892), Abitur Herbst 1844, Pädagoge, hinterließ dem Königlichen Gymnasium einen Teil seiner Bibliothek und errichtete mit 100.000 Mark eine Stiftung „zu erzieherischen und schulfreundlichen Zwecken“
- Karl August Barnstedt (1823–1914) aus Birkenfeld, wechselte auf ein Gymnasium in Darmstadt, 1881 bis 1901 Regierungspräsident des Fürstentums Birkenfeld
- Hermann Presber (1830–1884) aus Rüdesheim am Rhein,[27] wechselte auf ein Gymnasium in Wiesbaden, Schriftsteller und Lehrer
- Wilhelm Lossen (1838–1906), Abitur Herbst 1857, Chemiker, entdeckte die Summenformel des Kokains und das Hydroxylamin
- Karl August Lossen (1841–1893), Abitur Herbst 1859, Geologe
- Ernst Emil Renck (1841–1912), verließ die Schule mit 16 Jahren, Maler, Schüler von Anton Burger
- Max Lossen (1842–1898), Abitur 1861, Historiker und Gründer von Studentenverbindungen
- Karl Sudhoff (1853–1938), Abitur 1871, Arzt und Medizinhistoriker
- Albert Hackenberg (1852–1912) aus Lennep, Abitur Herbst 1872, Pfarrer, nationalliberaler Politiker und Dichter
- Heinrich Zimmer (1851–1910) aus Kastellaun, Abitur Herbst 1873, Keltologe und Indologe
- Heinrich Müller (1855–1915) aus Winzenheim, Abitur Herbst 1876, Professor am Königlichen Kaiserin-Augusta-Gymnasium Charlottenburg, sein Rechenbuch für die unteren Klassen der höheren Lehranstalten[28] erschien bis 1924 in 11 Auflagen
- Karl Touton (1858–1934), Arzt (Dermatologe) und Amateur-Botaniker, praktizierte in Augsburg, Breslau und Wiesbaden, Schüler von Ludwig Geisenheyner.[29]
- August Oxé (1863–1944), Abitur Ostern 1883, provinzialrömischer Archäologe und Gymnasiallehrer
- Friedrich Niebergall (1866–1932) aus Kirn, Abitur Ostern 1884, Pfarrer und Professor für praktische Theologie in Marburg
- Karl Eugen Schmidt (1866–1953), verließ die Schule nach dem Tod der Eltern mit der Obertertia, Reporter und Schriftsteller
- Otto Plasberg (1869–1924) aus Sobernheim, Abitur Ostern 1887, Professor für Klassische Philologie in Hamburg, Cicero-Edition
- Heinrich Bechtolsheimer (1868–1950) aus Wonsheim, Abitur 1888, protestantischer Pfarrer in Mombach und Gießen, rheinhessischer Heimatschriftsteller
- Wilhelm Normann (1870–1939) aus Petershagen, ging 1888 mit Primarreife von der Schule ab, 1900 mit einer Arbeit über Beiträge zur Kenntnis der Reaktion zwischen unterchlorigsauren Salzen und primären aromatischen Aminen in Freiburg im Breisgau promoviert, Chemiker, Biologe, Geologe und Unternehmer, Erfinder der Fetthärtung, Namensgeber des Wilhelm-Normann-Berufskollegs in Herford und des Mount Normann auf Südgeorgien
- Heinrich Kohl (1877–1914), Abitur Ostern 1896, Architekt und Archäologe (Bauforscher)
- Carl Enders (1877–1963), Abitur Ostern 1898, Professor für Germanistik in Bonn
- Albert Kahlberg (1883–1966) aus Uslar, wuchs bei seiner Tante Rahel Tawrogi in Kreuznach auf, Abitur 1901, 1906 Promotion in Breslau, 1911 Rabbiner in Halle an der Saale, 1938 im KZ Buchenwald inhaftiert, anschließend Exil in Schweden, 1940 Entzug des Doktorgrades, gestorben in Hamburg, 2015 akademische Feier der Universytet Wrocławski zur Wiederbeilegung des Doktorgrades
- Otto Fischer (1886–1948) aus Reutlingen, Abitur Ostern 1904, Kunsthistoriker, Museumsdirektor, Experte für chinesische Kunst.
- Herbert Eimert (1897–1972), aus der Oberprima 1914 als Kriegsfreiwilliger eingezogen, Abitur Februar 1919, Komponist, Musiktheoretiker und Musikjournalist
- Paul Schneider (1897–1939) aus Pferdsfeld, wechselte 1910 auf ein Gymnasium in Gießen, evangelischer Pfarrer und Opfer des Nationalsozialismus
- Walther Zimmermann (1902–1961) aus Münster am Stein, Abitur 1921, Kunsthistoriker
- Friedrich Kirschstein (1904–1970), Elektrotechnikingenieur und Hochschullehrer
- Paul Yogi Mayer (1912–2011), wechselte um 1922 auf die Oberrealschule Wiesbaden, Abitur 1932, Verbandssportlehrer des Sportbundes Schild des Reichsbundes jüdischer Frontsoldaten, emigrierte 1939 nach London, Sportpädagoge und Sportpublizist, verfasste das Buch Jüdische Olympiasieger – Sport, ein Sprungbrett für Minoritäten (2000), engl. Jews and the Olympic Games (2004), 1997 Member des Order of the British Empire, 1998 Ehrendoktor der Universität Potsdam
- Jakob „Jockel“ Fuchs (1919–2002) aus Hargesheim, Abitur 1938, war Oberbürgermeister von Mainz
- Leo Schwarz (1931–2018) aus Braunweiler, Abitur 1952, war ein römisch-katholischer Geistlicher und von 1982 bis 2006 Weihbischof in der Diözese Trier
- Udo Reinhardt (* 1942), Abitur 1961, Klassischer Philologe
- Peter G. Fuchß (* 1946), Agrarökonom, Weinbauexperte, Ministerialdirigent
- Helmut Martin (* 1963), MdL
- Heribert Germeshausen (* 1971), Abitur 1990, deutscher Dramaturg und Opernintendant in Dortmund
- Julia Klöckner (* 1972), Abitur 1992, ehem. MdB und parlamentarische Staatssekretärin im Bundesministerium für Ernährung, Landwirtschaft und Verbraucherschutz, 2018–2021 Bundesministerin für Ernährung und Landwirtschaft
- Andreas Fischer-Lescano, (* 1972), Abitur 1992, Rechtswissenschaftler und Professor, der die Plagiatsaffäre Guttenberg auslöste
- Mark Vogelsberger, (* 1978), Abitur 1998, Professor und theoretischer Astrophysiker
- Demian von Osten, (* 1982), Abitur 2003, Journalist

## Lehrer
- Joseph Johlson (1777–1851)[30] aus Fulda, 1808/09 bis 1813 Lehrer für Rechen-, Schreib- und lateinischen Unterricht am Collège de Creuznach, Philologe, aufgeklärter jüdischer Reformpädagoge und Übersetzer, 1813 bis 1830 am Philanthropin in Frankfurt am Main
- Johann August Klein (1778–1831), 1805 Sekretär des Maire von Kreuznach, seit 1807 Lehrer am Collège de Creuznach, 1815 bis 1819 „Vorgesetzter und erster Lehrer“ (Direktor) des evangelisch-katholischen Gymnasiums („Städtisches Gemeindecollegium“), danach in Koblenz, Verfasser literarischer Reisetagebücher wie der Rheinreise von Mainz bis Cöln, Handbuch für Schnellreisende (1828), das als Rheinreise von Straßburg bis Rotterdam in der 2. Aufl. 1835 zum ersten Baedeker-Reiseführer wurde
- Abraham Voß (1785–1847),[31] Sohn von Johann Heinrich Voß, ab 1821 Oberlehrer, leitete des Königliche Gymnasium in der Direktorats-Vakanz 1833/34, Pädagoge und Übersetzer von William Shakespeare (Maß für Maß, Koriolanus, Antonius und Cleopatra, Troilus und Cressida), Verfasser von Deutschlands Dichterinnen. In chronologischer Folge (1847), gestorben in Düsseldorf. Seine Bibliothek (Bibliotheca Vossiana) wurde 1850 von seinen Erben dem dortigen Görres-Gymnasium übereignet.[32]
- Peter Petersen († 1838) aus Oster-Ohrstedt bei Husum, Lehrer in Kiel, ab 1819 Lehrer am Königlichen Gymnasium, veröffentlichte einige altphilologische Abhandlungen[33]
- Johann Konrad Nänny (1783–1847) aus Herisau, 1803 Mitarbeiter von Johann Heinrich Pestalozzi in Schloss Burgdorf, Lehrer an der Musterschule in Frankfurt am Main, 1819 bis 1839 (em.) Lehrer am Königlichen Gymnasium, Lyriker (Nanny, Nänni, Näni)
- Gottlob August Bercht (1790–1861) aus Niederwarbig bei Treuenbrietzen, 1819 Lehrer am Königlichen Gymnasium, wenige Monate nach seiner Einführung als „Demagoge“ entlassen, Publizist, Lyriker und Historiker
- Gerd Eilers (1788–1863), 1819 bis 1833 erster Direktor des Königlichen Gymnasiums, Pädagoge und Politiker, führte in seiner Kreuznacher Zeit Pfahl-Weinbau statt herkömmlichem Hecken-Weinbau ein und rekultivierte den aufgegebenen Bonnheimer Hof in Hackenheim
- Martin Gottlieb Grabow (1793–1872), Mathematik- und Physiklehrer, bis 1867 zuständig für die Gymnasialbibliothek
- Friedrich Wilhelm Eduard von Leslie (1797–1831), ab 1826 Zeichenlehrer am Königlichen Gymnasium, Maler
- Emil Cauer der Ältere (1800–1867), ab 1832 Zeichenlehrer am Königlichen Gymnasium, Bildhauer des Klassizismus
- Heinrich Knebel (1801–1859), 1824 Rektor der höheren Stadtschule in Simmern, 1827 Konrektor am Progymnasium in Moers, 1829 Oberlehrer am Königlichen Gymnasium in Kreuznach, 1842 Direktor des Königlichen Gymnasiums und der Realschule in Duisburg und 1845 des Friedrich-Wilhelms-Gymnasiums in Köln, veröffentlichte altphilologische Schriften, eine Französische Schulgrammatik für Gymnasien und Progymnasien[34] und ein Französisches Lesebuch für die mittleren Klassen der Gymnasien und die Progymnasien[35]
- Ernst August Fritsch (1801–1860) aus Siegen, 1829 bis 1836 Lehrer in Kreuznach, danach Oberlehrer in Wetzlar, philologische Veröffentlichungen zur griechischen und lateinischen Sprache[36]
- Moritz Karl August Axt (1801–1862) aus Naderkau, Lehrer in Kleve und Wetzlar, 1842 bis 1863 Direktor des Königlichen Gymnasiums, veröffentlichte verschiedene altphilogische und pädagogische Aufsätze in Gymnasialprogrammen[37]
- Johann Friedrich Georg Dellmann (1805–1870), Lehrer am Progymnasium in Moers, seit 1839/40 Lehrer am Königlichen Gymnasium, Erfinder des Dellmann’schen Elektrometers nach dem Prinzip der Drehwaage, Vorschlag für eine Verbesserung der Galvanischen Zelle, Arbeiten über elektrischen Widerstand, Harmonielehre, Meteore und Meteorologie,[38] Oberlehrer
- Johann (Cornelius) Wilhelm Steiner (* 1803; † nach 1866) aus Wesel, 1838 Oberlehrer, später Professor am Gymnasium in Kreuznach, altphilologische und historische Veröffentlichungen
- Wilhelm Adolf Hollenberg (1824–1899), Verfasser des lange Zeit als Standard geltenden Lehrbuches Hebräisches Schulbuch (1859),[39] einer Selbstbiographie[40] und vieler anderer Schriften, Oberlehrer am Joachimsthalschen Gymnasium in Berlin, seit 1865 Direktor des Königlichen Gymnasiums zu Saarbrücken, 1883 bis 1890 (em.) Direktor des Königlichen Gymnasiums in Kreuznach
- Franz Adolph-Louis (Ludwig) Geisenheyner (1841–1926) aus Potsdam, Onkel von Wilhelm Normann (s. o.), Vorschullehrer, ab 1864 Gymnasial-Elementarlehrer und Kantor am Gymnasium in Herford, 1870 bis 1911 (em.) Oberlehrer am Königlichen Gymnasium für die Technischen Fächer und Turnen, Botaniker und Zoologe, Bryologe,[41] Verfasser von Flora von Kreuznach und den gesamten Nahegebiet unter Einschluss des linken Rheinufers von Bingen bis Mainz (1903), 1921 Ehrendoktor der Universität Frankfurt am Main
- Robert Danz (1841–1916), 1880–1901 Zeichenlehrer
- Hans Peter Feddersen (1848–1941), 1878 bis 1880 Zeichenlehrer am Königlichen Gymnasium, Landschaftsmaler
- Abraham Tawrogi (1857–1929), 1888 bis 1927 jüdischer Religionslehrer am Königlichen Gymnasium, Bezirksrabbiner
- Theodor Litt (1880–1962), 1905/06 Lehrer am Königlichen Gymnasium, Kultur- und Sozialphilosoph und Pädagoge, Rektor der Universität Leipzig und Begründer des Instituts für Erziehungswissenschaften an der Universität Bonn
- Jakob Pley (1886–1974), 1935–1951 Studienrat am Gymnasium, Klassischer Philologe und Religionswissenschaftler

## Abbildungen

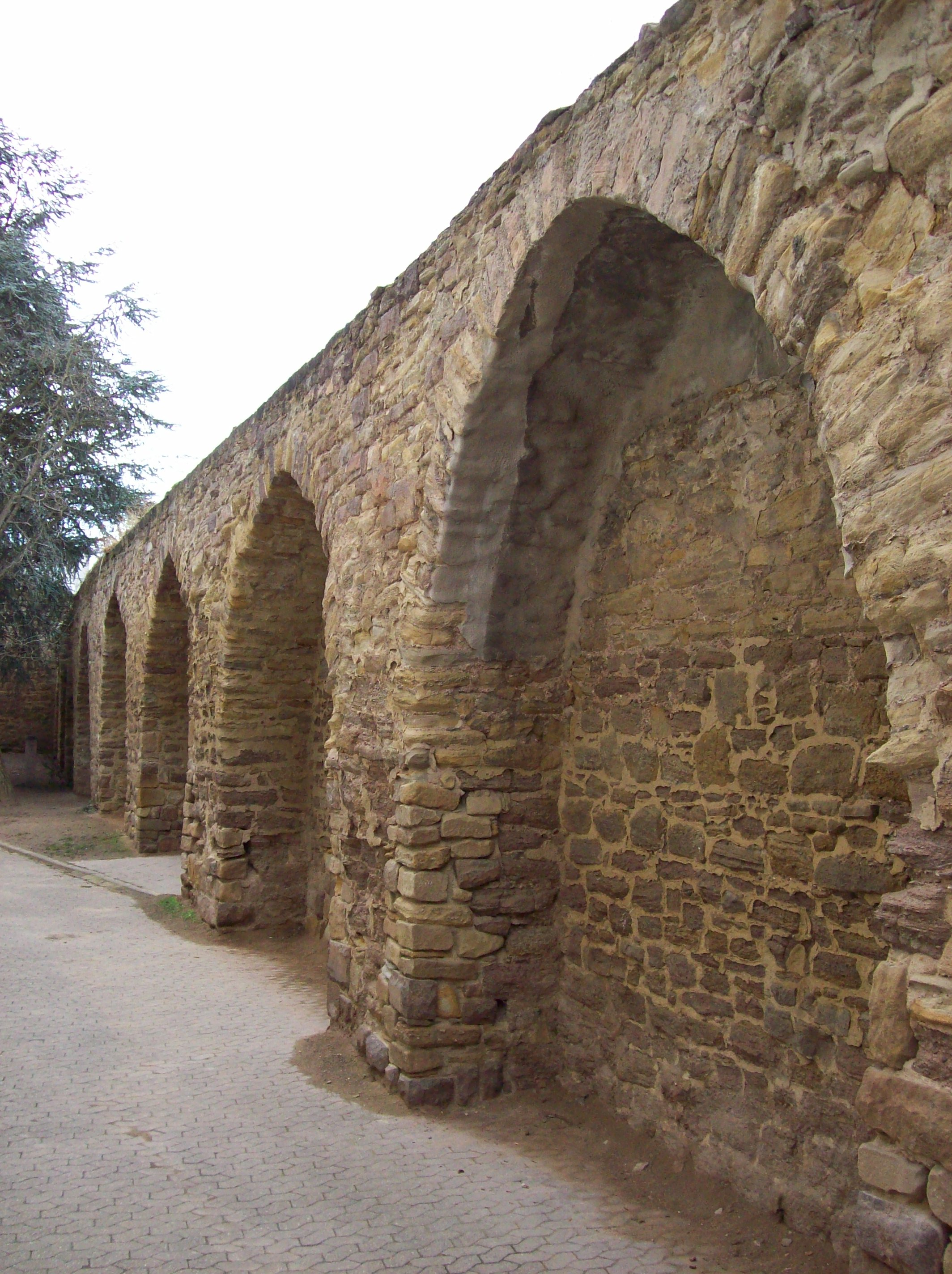
Stadtmauer im Gymnasialgarten
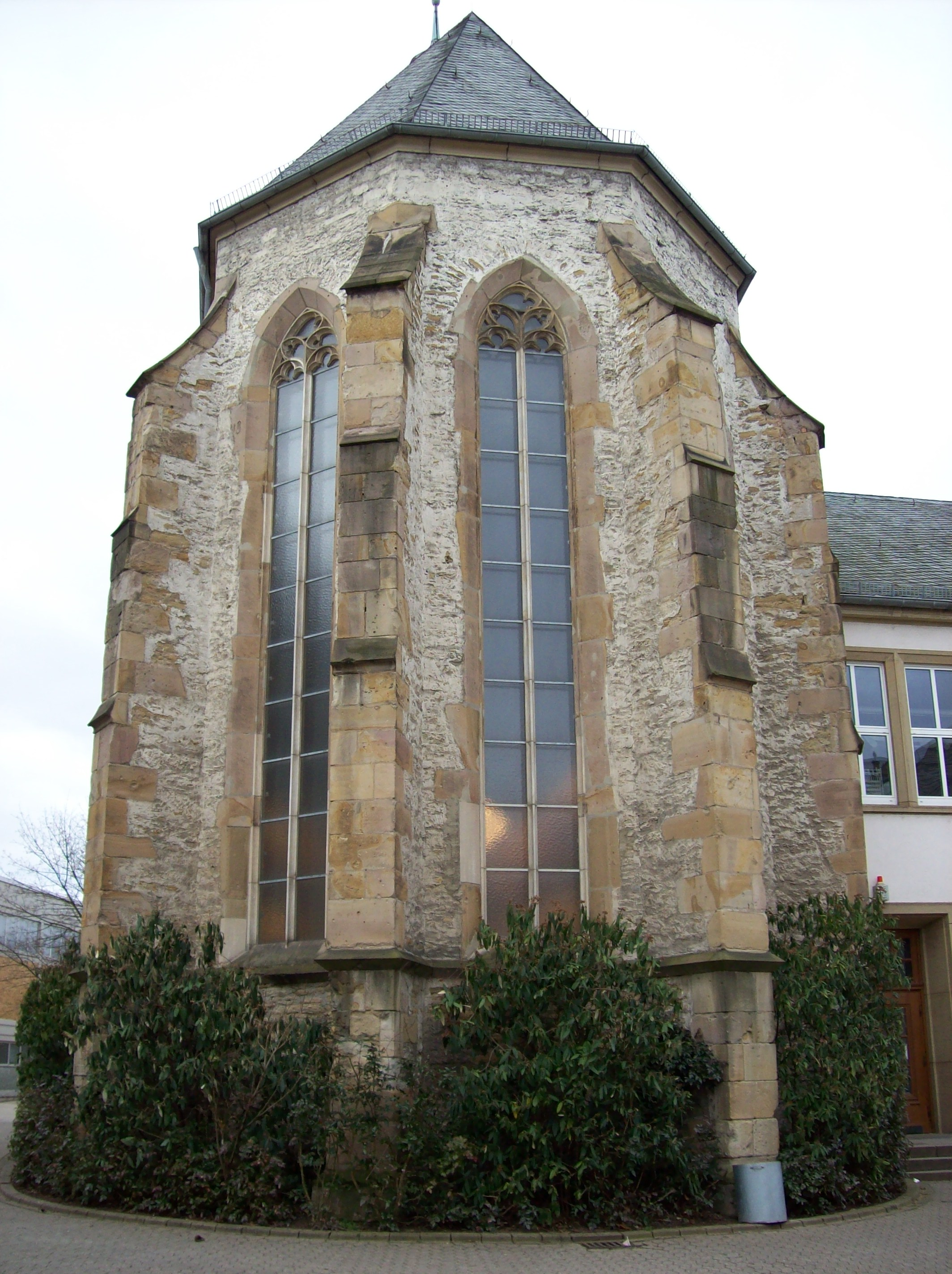
Chor des ehemaligen Franziskanerklosters St. Wolfgang
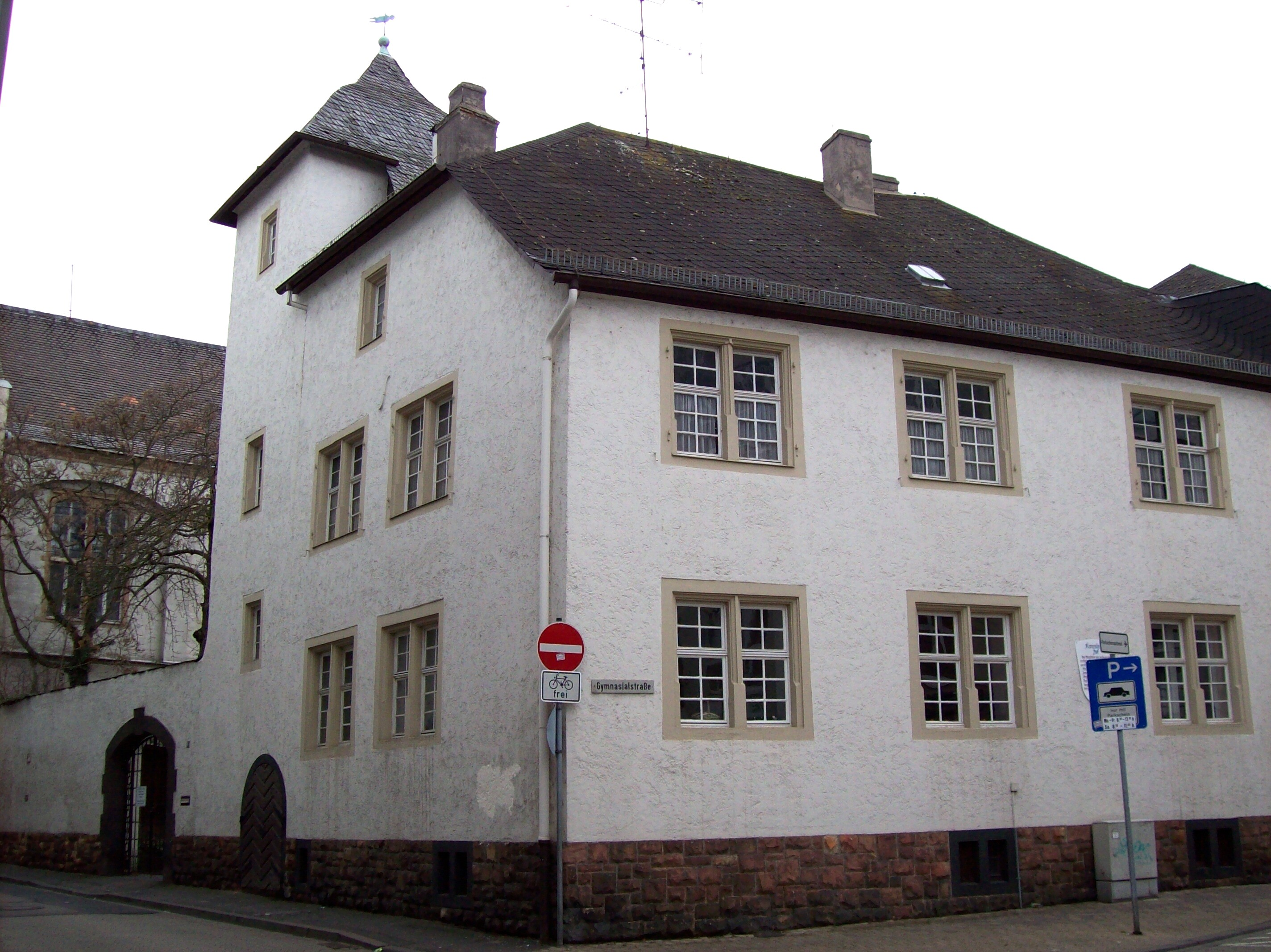
Kronenbergerhof

## Schulschriften
- Gerd Eilers: Einige Worte über den Unterricht der Geschichte auf Gymnasien. In: Einladungsschrift zu den … 1820 im Gymnasium zu haltenden öffentlichen Prüfungen. E. J. Henß, Kreuznach 1820
- Gerd Eilers: Gedanken über das Schulwesen. In: Einladungsschrift zu den... 1821 im Königlichen Gymnasium zu Creuznach statt findenden öffentlichen Prüfungen. Heinrich Ludwig Brönner, Frankfurt am Main 1821, S. 3–19.
- Gerd Eilers: Ob man wohlgethan, die Logik als besonderen Unterrichtsgegenstand von den Gymnasien zu verbannen. In: Einladungsschrift zu den … in dem Gymnasium zu Creuznach anzustellenden öffentlichen Prüfungen. Heinrich Ludwig Brönner, Frankfurt am Main 1825, S. 1–19.
- Abraham Voß: Ueber einige Stellen des Horaz. In: Zu den öffentlichen Prüfungen, welche … 1827 mit den Schülern des Königl. Gymnasiums zu Kreuznach angestellt werden sollen. (Einladungsschrift). E. J. Henß, Kreuznach 1827, S. 1–13.
- Heinrich Knebel: Meletematum Aristoteliorum. Specimen primum. In: Karl Hoffmeister (Hrsg.): Programm des Königlichen Gymnasiums Kreuznach 1839. Johann Friedrich Kehr, Kreuznach 1839, S. 1–15.
- Ernst Woldemar Silber:[42] Das Gymnasium und seine Stellung zur Gegenwart. In: Programm des Königlichen Gymnasiums Kreuznach 1853. Friedrich Wohlleben, Kreuznach 1853, S. 1–38.
- Gustav Hofmann: Vorstellungen der Alten von der Unterwelt und dem Zustand nach dem Tode. In: Gustav Wulfert (Hrsg.): Programm des Königlichen Gymnasiums Kreuznach 1867. Robert Voigtländer, Kreuznach 1867, S. 1–40.
- Karl Friedrich Waßmuth: In Sophoclis de natura hominum doctrina multa inesse, quibus adducamur ad doctrinam Christianam. In: Programm des Königlichen Gymnasiums Kreuznach 1868. Friedrich Wohlleben, Kreuznach 1868, S. 1–36.
- Wilhelm Möhring: Cäsar im nordöstlichen Gallien und am Rhein. In: Programm des Königlichen Gymnasiums Kreuznach 1870. Robert Voigtländer, Kreuznach 1870, S. 1–47.
- Carl Eduard Ludwig Oxé: M. Terenti Varronis librorum de lingua latina argumentum. In: Programm des Königlichen Gymnasiums Kreuznach 1871. Robert Voigtländer, Kreuznach 1871, S. 1–36 (Google-Books).
- Wilhelm Gebert: Zur Geschichte der niederdeutschen Mundarten. In: Programm des Königlichen Gymnasiums Kreuznach 1873. Robert Voigtländer, Kreuznach 1873, S. 1–38.
- Otto Kohl: De Isocratis suasoriarum dispositione. In: Programm des Königlichen Gymnasiums Kreuznach 1874. Friedrich Wohlleben, Kreuznach 1874, S. 1–44.
- Ludwig Geisenheyner: Flora von Kreuznach und Umgebung I. Theil: Tabellen zum Bestimmen der Familien u. Gattungen. In: Programm des Königlichen Gymnasiums Kreuznach, Ostern 1877. Friedrich Wohlleben, Kreuznach 1877, S. 1–47.
- Ludwig Triemel: Ueber Lucilius und sein Verhältnis zu Horaz. In: Programm des Königlichen Gymnasiums Kreuznach, Ostern 1878. Friedrich Wohlleben, Kreuznach 1878, S. 1–22.
- Otto Kohl: Die römischen Inschriften und Steinsculpturen der Stadt Kreuznach (Beilage zum Programm des Kgl. Gymnasiums Kreuznach, Ostern 1880). Robert Voigtländer, Kreuznach 1880 (Google-Books)
- Emil Bernard: Mitteilungen aus dem englischen Schulleben. In: Programm des Königlichen Gymnasiums Kreuznach, Ostern 1881. Friedrich Wohlleben, Kreuznach 1881, S. 1–30.
- Gustav Wulfert: Zur Würdigung des Zoilus mit dem Beinamen ῾Ομηρομάστιξ. In: Programm des Königlichen Gymnasiums Kreuznach, Ostern 1882. Friedrich Wohlleben, Kreuznach 1882, S. 1–13.
- Gustav Wulfert: Die Universalmonarchie des Mittelalters und das neue deutsche Reich. Festrede zum Königsgeburtstag. In: Programm des Königlichen Gymnasiums Kreuznach, Ostern 1882. Friedrich Wohlleben, Kreuznach 1882, S. 15–21.
- Arnold Juris: Über das Reich des Odovakar. In: Programm des Königlichen Gymnasiums Kreuznach, Ostern 1883. Friedrich Wohlleben, Kreuznach 1883, S. 1–23.
- Karl Krick: Les donées sur la vie sociale et privée des Francais au xiie siècle contenues dans les romans de Chrestien de Troyes (Wissenschaftliche Beilage zum Programm des Kgl. Gymnasiums Kreuznach, Ostern 1885). Fr. Wohlleben, Kreuznach 1885
- Hermann Hecker: Zur Geschichte des Kaisers Julianus. Eine Quellenstudie(Wissenschaftliche Beilage zum Programm des Kgl. Gymnasiums Kreuznach, Ostern 1886). Robert Voigtländer, Kreuznach 1886
- Rudolf Hoyer: Alkibiades Vater und Sohn in der Rhetorenschule. In: Programm des Königlichen Gymnasiums Kreuznach, Ostern 1887. Friedrich Wohlleben, Kreuznach 1887
- Ludwig Geisenheyner: Wirbeltierfauna von Kreuznach unter Berücksichtigung des ganzen Nahegebietes I. Theil Fische, Amphibien, Reptilien (Wissenschaftliche Beilage zum Programm des Kgl. Gymnasiums Kreuznach, Ostern 1888). Robert Voigtländer, Kreuznach 1888
- Wilhelm Adolf Hollenberg: Gegen einen Missbrauch abstrakter Rede. In: Programm des Königlichen Gymnasiums Kreuznach, Ostern 1889. Friedrich Wohlleben, Kreuznach 1889, S. 1–16.
- Oskar Linn-Linsenbarth: Die Örtlichkeit in Goethes Hermann und Dorothea. In: Programm des Königlichen Gymnasiums Kreuznach, Ostern 1889. Friedrich Wohlleben, Kreuznach 1889, S. 17–30.
- Karl Wehrmann: John Stuart Mill’s Lehre von der Erziehung (Beilage zum Programm des Kgl. Gymnasiums Kreuznach, Ostern 1890). Robert Voigtländer, Kreuznach 1890
- Ludwig Geisenheyner: Wirbeltierfauna von Kreuznach unter Berücksichtigung des ganzen Nahegebietes II. Theil Säugetiere (Wissenschaftliche Beilage zum Programm des Kgl. Gymnasiums Kreuznach, Ostern 1891). Robert Voigtländer, Kreuznach 1891
- Otto Kohl: Über die Verwendung römischer Münzen im Unterricht (Wissenschaftliche Beilage zum Programm des Kgl. Gymnasiums Kreuznach, Ostern 1892). Robert Voigtländer, Kreuznach 1892
- Otto Lutsch: Der lateinische Unterricht am Gymnasium nach den neuen preussischen Lehrplänen. In: Programm des Königlichen Gymnasiums Kreuznach 1893. Friedrich Wohlleben, Kreuznach 1893
- Otto Kohl: Katalog der Lehrer-Bibliothek des Königl. Gymnasiums zu Kreuznach (Beilage zu dem Programm des Königl. Gymnasiums Kreuznach, Ostern 1896), Teil 1. Robert Voigtländer, Kreuznach 1896
- Otto Kohl: Katalog der Lehrer-Bibliothek des Königl. Gymnasiums zu Kreuznach (Beilage zu dem Programm des Königl. Gymnasiums Kreuznach, Ostern 1897), Teil 2. Robert Voigtländer, Kreuznach 1897
- Rudolf Hoyer: Die Urschrift von Cicero De officiis I–III. In: Programm des Königlichen Gymnasiums Kreuznach 1898. Friedrich Wohlleben, Kreuznach 1898
- Georg Kötting: Etymologische Studien über deutsche Flussnamen (Beilage zu dem Programm des Königl. Gymnasiums Kreuznach, Ostern 1899). Robert Voigtländer, Kreuznach 1899
- Oskar Linn-Linsenbarth: Schiller und der Herzog Karl August von Weimar. Band I (Beilage zu dem Programm des Königl. Gymnasiums Kreuznach, Ostern 1901). Robert Voigtländer, Kreuznach 1901
- Oskar Linn-Linsenbarth: Schiller und der Herzog Karl August von Weimar. Band II (Beilage zu dem Programm des Königl. Gymnasiums Kreuznach, Oster 1902). Robert Voigtländer, Kreuznach 1902
- Otto Lutsch: Über die Pflege der Pietät. In: Programm des Königlichen Gymnasiums Kreuznach, Ostern 1903. Friedrich Wohlleben, Kreuznach 1903, S. 3–7.
- Karl Martin: Das Wesen der Toleranz. In: Jahres-Bericht des Königl. Gymnasiums zu Kreuznach. Ostern 1904. Robert Voigtländer, Kreuznach 1904
- Otto Kohl: Das Tagebuch von G. H. Schmerz über den Baseler Frieden 1794–1795. Nach der Kreuznacher Handschrift, mit Berücksichtigung der Berliner Abschrift, I. Teil (Beilage zu dem Jahresbericht des Königl. Gymnasiums Kreuznach, Ostern 1906). Robert Voigtländer, Kreuznach 1906
- Ludwig Geisenheyner: Wirbeltierfauna von Kreuznach unter Berücksichtigung des ganzen Nahegebietes 1. Hälfte des III. Theiles Vögel (Wissenschaftliche Beilage zum Programm des Kgl. Gymnasiums Kreuznach, Ostern 1907). Robert Voigtländer, Kreuznach 1907
- Ludwig Geisenheyner: Wirbeltierfauna von Kreuznach unter Berücksichtigung des ganzen Nahegebietes 2. Hälfte des III. Theiles Vögel (Wissenschaftliche Beilage zum Programm des Kgl. Gymnasiums Kreuznach, Ostern 1908). Robert Voigtländer, Kreuznach 1908
- Otto Lutsch: Drei Entlassungsreden an Abiturienten (Beilage zum Jahresberichte des Königl. Gymnasiums zu Kreuznach, Ostern 1910). Ferdinand Harrach, Kreuznach 1910

Siehe auch unter Literatur